# José Fabri-Canti
 (janvier 2018).
Si vous disposez d'ouvrages ou d'articles de référence ou si vous connaissez des sites web de qualité traitant du thème abordé ici, merci de compléter l'article en donnant les références utiles à sa vérifiabilité et en les liant à la section « Notes et références ».
José Fabri-Canti, pseudonyme de Joseph Fabrikant, né le 29 mai 1916 à Nice et mort le 21 septembre 1995 à Bernay est un peintre français.

## Biographie
Les parents de José Fabri-Canti sont des révolutionnaires russes exilés. Son père ingénieur est musicien et sa mère sculptrice. Il commence sa carrière en Corse où il expose en 1935 à Bastia et en 1938 à Ajaccio. Puis Fabri-Canti part pour Paris en 1938 où il est admis à l'École des beaux-arts, dans l'atelier de Jean Dupas. Démobilisé en 1940 après la Seconde Guerre mondiale, il reprend ses études et remporte les prix Chenavard, le Roux et Gabriel Ferrier.
En 1943, il réalise une exposition à la Maison des Lettres à Paris. En 1944, il obtient le prix Eugène-Thirion et en 1946 un premier grand prix de Rome, avec Le Sacrifice de Mithra.
Fabri-Canti reste six ans à Rome. Il est désigné en 1950 pour représenter la France à l'exposition internationale d'art sacré en compagnie de Marc Chagall, Georges Rouault, Maurice Denis, Georges Desvallières et Alfred Manessier. Il exécute de grands travaux de peintures murales et de vitraux.
Après l'Italie, il effectue un séjour en Suisse qui marque une étape importante dans sa carrière. Il expose tour à tour à Genève au musée Rath en 1954, à Lausanne, au musée d'Art et d'Histoire de Neuchâtel, au musée des Beaux-Arts du Locle en 1956, au palais des expositions à Zurich en 1957.
Il participe en 1958 à l'exposition des prix nationaux au musée national d'Art moderne à Paris, et en même année il expose à Marseille.
En 1959, une exposition au musée Massena de Nice réunit 75 de ses tableaux provenant de collections particulières européennes et américaines.
Fabri-Canti connut un grand succès dans les années 1960 auprès des collectionneurs helvétiques, puis dans les années 1970 à Washington[réf. nécessaire].
Il demeure connu en Corse pour y avoir peint des paysages et des pêcheurs. La Ville de Bastia conserve un de ses tableaux  de marines.
Le quotidien suisse, Neue Zürcher Zeitung[réf. nécessaire], écrit à son sujet : « La vie et l'œuvre de Fabri-Canti sont reflets fidèles de ce double aspect fait de force et de douceur qui caractérise son pays d'adoption qui est la Corse. »